# 1950
| 1950                                                         |
| ------------------------------------------------------------ |
| Dødsfald - Fødsler                                           |
| • Begivenheder • Film • Litteratur • Musik • Politik • Sport |

| Gregoriansk kalender | 1950 MCML               |
| Ab urbe condita      | 2703                    |
| Armensk kalender     | 1399 ԹՎ ՌՅՂԹ            |
| Kinesiske kalender   | 4646 – 4647 己丑 – 庚寅 |
| Etiopisk kalender    | 1942 – 1943             |
| Jødisk kalender      | 5710 – 5711             |
| Hindukalendere       |                         |
| - Vikram Samvat      | 2005 – 2006             |
| - Shaka Samvat       | 1872 – 1873             |
| - Kali Yuga          | 5051 – 5052             |
| Iransk kalender      | 1328 – 1329             |
| Islamisk kalender    | 1370 – 1371             |

Konge i Danmark: Frederik 9. 1947-1972
Se også 1950 (tal)

## Begivenheder

### Januar
- 26. januar - Indien udråbes til republik
- 31. januar - USA’s præsident Harry S. Truman giver ordre til fremstilling af en brintbombe

### Marts
- 1. marts - Chiang Kai-shek proklamerer Republikken Kina (nu kendt som Taiwan) på øen Taiwan
- 4. marts - K.K. Steincke, hovedmanden bag den store socialreform i 1933, får sin sidste ministerpost; denne gang som justitsminister
- 8. marts - Sovjetunionen informerer officielt om, at landet har den første funktionsdygtige atombombe klar

### April
- 29. april - Europa's først luftcirkus afholdes i Ringsted

### Maj
- 4. maj - under fejringen af 5-års dagen for Danmarks befrielsen, styrter en dansk jetjager ned under en flyveopvisning over Langelinie. Flyet rammer toppen af en fiskekutter i lystbådehavnen og styrter næsten lodret ned over Idrætspladsen på Holmen. Piloten, kaptajnløjtnant C. Friis Sørensen omkommer
- 8. maj - General Douglas MacArthur bliver leder af FN's tropper i Korea
- 9. maj - Robert Schuman kommer med et forslag til et forenet Europa gennem Schuman-erklæringen. Med tiden blev dette til først EF og dernæst EU
- 26. maj - rationering af benzin i Storbritannien afsluttes

### Juni
- 10. juni - vestmagterne afslår den sovjetiske plan for en genforening af Tyskland
- 13. juni - den hvide regering beslutter at opdele Sydafrika i hvide og sorte områder
- 25. juni – tropper fra Nordkorea angriber Sydkorea, starten af Koreakrigen
- 27. juni - USA beslutter sig for at sende tropper til Korea for at deltage i Koreakrigen og kæmpe mod kommunistiske Nordkorea
- 28. juni - Nordkoreanske tropper indtager Seoul under Koreakrigen

### September
- 5. september – Folketingsvalg 1950
- 26. september - FN-tropperne generobrer Sydkoreas hovedstad Seoul fra de nordkoreanske tropper
- 29. september - Bell Laboratories konstruerer den første automatiske telefonsvarer

### Oktober
- 1. oktober - det danske Flyvevåben oprettet som selvstændigt værn. Der er tale om en sammen-lægning af Hærens Flyvertropper og Marinens Flyvevæsen
- 2. oktober -  Charles M. Schulz's tegneseriestribe Peanuts (på dansk Radiserne) udkommer første gang i amerikanske aviser
- 7. oktober - Den kinesiske folkehær invaderer Qamdo i Tibet
- 9. oktober - Winston Churchill starter et 3 dages langt besøg i Danmark
- 15. oktober – den anden Galathea-ekspedition stævner ud fra København
- 24. oktober - Kina invaderer Tibet for at sætte magt bag deres krav på regionen, hvilket medfører en gradvis tiltagende flugt af tibetanere til Indien
- 28. oktober - Erik Eriksen danner en VK-regering med Ole Bjørn Kraft som udenrigsminister.

### November
- 2. november - et attentatforsøg mod præsident Truman afværges i sidste øjeblik
- 4. november - Den europæiske menneskerettighedskonvention underskrives af Europarådet i Rom
- 5. november – Folketælling for Kongeriget Danmark
- 20. november - lyntoget Nordvestjyden slipper mirakuløst fra en togulykke uden tab af menneskeliv. Under et reparationsarbejde havde nogle skinnearbejdere ved et misforståelse fjernet et stykke skinne
- 21. november - Kina går pludseligt aktivt ind i Korea-krigen
- 26. november - Koreakrigen: Tropper fra Folkerepublikken Kina rykker ind i Nordkorea og indleder et massivt modangreb på de sydkoreanske og amerikansk ledede FNtropper, og ethvert håb om en hurtig afslutning på konflikten forsvinder
- 27. november - DFDS skibet Friggo sejler på en mine i Aalborg bugt

## Født

### Januar
- 1. januar – Anniqa, svensk slangepige og multikunstner.
- 1. januar – Tony Currie, engelsk fodboldspiller.
- 3. januar – Victoria Principal, amerikansk skuespillerinde.
- 10. januar – Roy Blunt, amerikansk politiker.
- 12. januar – Johannes Riis, dansk bogforlægger.
- 18. januar – Gilles Villeneuve, canadisk racerkører (død 1982) - racerløbulykke.
- 23. januar – Danny Federici, amerikansk musiker (død 2008).
- 24. januar – Daniel Auteuil, fransk skuespiller.
- 25. januar – Jean-Marc Ayrault, fransk politiker.
- 26. januar – Jörg Haider, østrigsk politiker (død 2008).

### Februar
- 3. februar – Pamela Franklin, engelsk skuespillerinde.
- 6. februar – Natalie Cole, amerikansk sangerinde (død 2015).
- 10. februar - Mark Spitz, amerikansk svømmer.
- 12. februar - Anker Boye, dansk rådmand og borgmester i Odense.
- 12. februar - Steve Hackett, engelsk guitarist i Genesis.
- 12. februar – Michael Ironside, canadisk skuespiller.
- 13. februar – Peter Gabriel, britisk sanger (Genesis).
- 18. februar – John Hughes, amerikansk filminstruktør, manuskriptforfatter og producer (død 2009).
- 18. februar – Cybill Shepherd, amerikansk skuespillerinde.
- 20. februar – Sussie af Rosenborg, dansk grevinde.
- 22. februar – Miou-Miou, fransk skuespillerinde.
- 24. februar – Stig Fogh Andersen, dansk kongelig kammersanger.
- 25. februar – Néstor Kirchner, argentinsk politiker og præsident (død 2010).
- 25. februar – Neil Jordan, irsk filminstruktør.
- 26. februar – Helen Clark, newzealandsk politiker.
- 26. februar – Stig Kreutzfeldt, dansk sanger og guitarist.

### Marts
- 1. marts – Phil Alden Robinson, amerikansk filminstruktør.
- 2. marts – Karen Carpenter, amerikansk sangerinde (død 1983).
- 4. marts – Rick Perry, amerikansk politiker.
- 11. marts – Bobby McFerrin, amerikansk sanger.
- 13. marts – William H. Macy, amerikansk skuespiller.
- 15. marts – Jørgen Olsen, dansk musiker.
- 16. marts – Kate Nelligan, canadisk skuespillerinde.
- 16. marts – Tom Lundén, dansk musiker og komponist i Bifrost.
- 18. marts – Brad Dourif, amerikansk skuespiller.
- 20. marts – William Hurt, amerikansk skuespiller (død 2022).
- 20. marts – Carl Palmer, engelsk trommeslager.
- 21. marts – Sergej Lavrov, russisk udenrigsminister.
- 26. marts – Martin Short, amerikansk skuespiller og komiker.
- 27. marts – Tony Banks, engelsk musiker.
- 30. marts – Robbie Coltrane, skotsk skuespiller (død 2022).

### April
- 5. april – Agnetha Fältskog, svensk sangerinde (ABBA).
- 12. april – Steffen Gram, dansk tv-journalist.
- 12. april – David Cassidy, amerikansk skuespiller og sanger (død 2017).
- 13. april – Ron Perlman, amerikansk skuespiller.
- 15. april – Tommy Kenter, dansk skuespiller og komiker.
- 17. april – L. Scott Caldwell, amerikansks skuespillerinde.
- 22. april – Peter Frampton, britisk guitarist.
- 23. april – Holger K. Nielsen, dansk politiker.
- 25. april – Steve Ferrone, engelsk trommeslager.
- 28. april – Jay Leno, amerikansk komiker.
- 29. april – Bjarne Reuter, dansk forfatter.

### Maj
- 1. maj – Danny McGrain, skotsk fodboldspiller.
- 5. maj – Googoosh, iransk sangerinde.
- 5. maj – Maggie MacNeal, hollandsk sangerinde.
- 12. maj – Bruce Boxleitner, amerikansk skuespiller.
- 12. maj – Gabriel Byrne, irsk skuespiller.
- 13. maj – Stevie Wonder, amerikansk sanger og sangskriver.
- 14. maj – Hanne Uldal, dansk skuespillerinde og sangerinde.
- 22. maj – Bernie Taupin, engelsk sanger.

### Juni
- 3. juni – Suzi Quatro, britisk sanger.
- 6. juni – Jan Cocotte-Pedersen, dansk kok (død 2024).
- 7. juni – Colette L. Brix, dansk politiker.
- 7. juni – Reimer Bo Christensen, dansk journalist, forfatter og studievært.
- 10. juni – Jannie Faurschou, dansk skuespillerinde.
- 14. juni – Rowan Williams, walisisk teolog og ærkebiskop af Canterbury.
- 19. juni – Ann Wilson, amerikansk sangerinde.
- 20. juni – Nuri al-Maliki, irakisk politiker.
- 24. juni – Asger Reher, dansk skuespiller.
- 24. juni – Nancy Allen, amerikansk skuespillerinde.

### Juli
- 9. juli – Viktor Janukovitj, ukrainsk præsident.
- 13. juli – Ma Ying-jeou, taiwankinesisk politiker.
- 13. juli – Henning Arp-Hansen, dansk erhvervsmand.
- 15. juli – Arianna Huffington, græsk-amerikansk forfatter.
- 18. juli – Richard Branson, britisk virksomhedsentreprenør.
- 19. juli – Per-Kristian Foss, norsk politiker.
- 25. juli – Leif Davidsen, dansk journalist og forfatter.

### August
- 11. august – Steve Wozniak, amerikansk Computerspecialist
- 14. august – Gary Larson, amerikansk tegner.
- 15. august – Prinsesse Anne af Storbritannien, Britisk prinsesse, datter af Dronning Elizabeth 2.
- 27. august – Helge Sander, dansk politiker, minister for videnskab, teknologi og udvikling.

### September
- 2. september – Kristian Dahl Hertz, dansk bygningsingeniør og professor.
- 7. september – Julie Kavner, amerikansk skuespillerinde.
- 17. september – Narendra Modi, indisk politiker.
- 21. september – Bill Murray, amerikansk filmskuespiller og komiker.
- 24. september – Kristina Wayborn, svensk skuespillerinde.

### Oktober
- 1. oktober – Randy Quaid, amerikansk skuespiller.
- 7. oktober – Jakaya Kikwete, tidligere præsident af Tanzania.
- 20. oktober – Thomas Earl Petty, amerikansk musiker.
- 25. oktober – Chris Norman, engelsk sanger.
- 31. oktober – John Candy, canadisk komiker og skuespiller (død 1994).
- 31. oktober – Zaha Hadid, britisk arkitekt (død 2016).

### November
- 6. november – Torben Lund, dansk socialdemokratisk politiker.
- 10. november – Lynge Jakobsen, dansk sportsdirektør og tidl. professionel fodboldspiller.
- 24. november - Bob Burns, amerikansk trommeslager (død 2015).
- 28. november – Ed Harris, amerikansk filmskuespiller.

### December
- 1. december – Otto Pérez Molina, Guatemalansk politiker.
- 7. december – Charlie McGettigan, irsk musiker og sanger.
- 24. december – Libby Larsen, amerikansk komponist.

## Dødsfald

### Januar
- 2. januar – Emil Jannings, tysk filmskuespiller (født 1884).
- 11. januar – Karin Michaëlis, dansk forfatter (født 1872).
- 21. januar – George Orwell, britisk forfatter (født 1903).
- 27. januar - Andreas Vinding, dansk journalist og forfatter (født 1881).
- 31. januar – Holten Castenschiold, dansk generalmajor (født 1865).

### Februar
- 1. februar – Peter Holm, dansk museumsdirektør og professor (født 1873).
- 11. februar – Hartvig Frisch, dansk politiker (født 1893).
- 16. februar - Johannes Hjelmslev, dansk matematiker (født 1873).

### Marts
- 6. marts – Albert Lebrun, fransk præsident (født 1871).
- 7. marts – Rudolf Frimodt Clausen, dansk arkitekt (født 1861).
- 19. marts – Edgar Rice Burroughs, amerikansk forfatter (født 1875).
- 19. marts – Walter Norman Haworth, engelsk kemiker og nobelprismodtager (født 1883).

### April
- 7. april – Walter Huston, amerikansk skuespiller (født 1884).
- 9. april – Gunnar Gregersen, dansk direktør og grundlægger (født 1875).
- 11. april – Ingeborg Pehrson, dansk skuespiller (født 1886).
- 14. april – Ramana Maharshi, indisk mystiker (født 1879).
- 15. april – J. C. A. Carlsen-Skiødt, dansk forfatter, handelsgartner og folketingsmand (født 1866).

### Maj
- 9. maj – Vilhelm Lundstrøm, dansk maler (født 1893).

### Juni
- 5. juni – Rudolph Tegner, dansk billedhugger (født 1873).

### Juli
- 7. juli – Niels Bukh, dansk gymnastikpædagog og højskoleforstander (født 1880).

### August
- 3. august – Georg Høeberg, dansk komponist og dirigent (født 1872).
- 3. august – Westy Stephensen, dansk nationalbankdirektør (født 1868).
- 10. august – Frederik Schyberg, dansk litteratur- og teaterkritiker (født 1905).

### September
- 11. september – Jan Smuts, sydafrikansk statsminister (født 1870).
- 25. september – George Kingsley Zipf, amerikansk lingvist og filolog (født 1901).

### Oktober
- 20. oktober – Henry L. Stimson, amerikansk krigsminister (født 1867).
- 25. oktober – Laust Jevsen Moltesen, dansk politiker, teolog og professor (født 1865).
- 29. oktober – Gustaf V, konge af Sverige fra 1907 (født 1858).

### November
- 2. november – George Bernard Shaw, irsk skuespilforfatter og modtager af Nobelprisen i litteratur (født 1856).
- 2. november – Emil Holm, dansk direktør (født 1867).
- 8. november – Frederik Poulsen, dansk arkæolog, direktør og forfatter (født 1876).
- 9. november – Holger Koed, dansk økonom og nationalbankdirektør (født 1892).
- 19. november – Aage Redal, dansk skuespiller (født 1891).
- 25. november – Johannes V. Jensen, dansk forfatter (født 1873).

### December
- 12. december – Else Skouboe, dansk skuespiller (født 1898).
- 25. december – Hugo Larsen, dansk maler (født 1875).

## Nobelprisen
- Fysik – Cecil F. Powell
- Kemi – Otto Diels Kurt Alder
- Medicin – Edward C. Kendall,Tadeus Reichstein Philip Hench
- Litteratur – Bertrand Russell
- Fred – Ralph J. Bunche

## Sport
- 13. – 22. marts – VM i ishockey 1950
- 24. juni til 16. juli – VM i fodbold 1950, den fjerde slutrunde om VM i fodbold og blev afholdt i Brasilien Uruguay vinder finalen og bliver verdensmestre for anden gang.
- 16. juli - Uruguay vinder verdensmesterskabet i fodbold
- Olympique Lyonnais (Lyon) grundlagt

## Film
- 9. januar – filmen De røde heste efter Morten Korchs roman har premiere
- 4. marts - Walt Disney tegnefilmen Askepot har verdenspremiere
- 25. maj - Walt Disneys tegnefilm Pinocchio har dansk premiere i Palads Teatret i København

## Bøger
- Løgneren af Martin A. Hansen (1909-1955), – En lærer på en lille dansk ø gør i nogle dagbogsoptegnelser op med sit eget liv og sit forhold til øens befolkning